# Emil Stutzer
Emil Wilhelm Ludwig August Stutzer (* 30. August 1854 in Hanstedt bei Harburg; † 13. August 1940 in Berlin-Hermsdorf) war Rektor des Görlitzer Gymnasiums Augustum, geheimer Studienrat, Professor und Schriftsteller.

## Leben
Stutzer war der Sohn eines Pastors und vermutlich ein Enkel von Friedrich Wilhelm von Mauvillons Tochter Friederike Wilhelmine und Johann Balthasar Stutzer (1754–1821). Er besuchte das Gymnasium Wolfenbüttel und schloss es 1873 mit dem Abitur ab. 1877 examinierte er als Lehrer für Latein, Griechisch, Erdkunde, Geschichte und Deutsch. Gleichzeitig wurde er wohl Professor. 1878 absolvierte er ein Probejahr am Realgymnasium in Hagen, seit 1879 arbeitete er als Lehrer am Gymnasium in Barmen. 1893 wurde er Direktor des Realgymnasiums in Halberstadt und 1898 am Augustum in Görlitz. 1920 ging er in den Ruhestand.
Er habe sich mit einer seiner Schriften (1893) als „‚strammer‘ und verläßlicher Monarchist“ ausgewiesen. Stutzer war evangelischer Konfession.

## Schriften (Auswahl)
- Übersichten zur preussisch-deutschen Geschichte. Hahnsche Buchhandlung, Hannover 1891.
- Gottlob Dittmar: Geschichte des deutschen Volkes. Band 3. Heidelberg 1893 (vollendet von Emil Stutzer; Online)
- Goethe und Bismarck als Leitsterne für die Jugend in 7 Gymnasialreden. Weidmann, Berlin 1904.
- Lesebuch zur deutschen Staatskunde. (= Velhagen & Klasings Sammlung deutscher Schulausgaben, Band 48) Louis Ehlermann, Leipzig 1907.
- Kleine Deutsche Staatskunde: Gemeinverständlich dargestellt. Louis Ehlermann (Verlag), Dresden, Leipzig, Berlin 1910.
- Ausführlicher Lehrplan der deutschen Staatskunde: für den Geschichtsunterricht an höheren Lehranstalten entworfen. (= Schriften der Vereinigung für Staatsbürgerliche Bildung und Erziehung, Band 11) Teubner, Leipzig 1914.
- Die deutschen Großstädte einst und jetzt. Georg Westermann (Verlag), Braunschweig 1917. (Online)